# Stenoscinis major
Stenoscinis major är en tvåvingeart som beskrevs av Oswald Duda 1934. Stenoscinis major ingår i släktet Stenoscinis och familjen fritflugor. Inga underarter finns listade i Catalogue of Life.